# テネシーワルツ (1974年のテレビドラマ)
『テネシーワルツ』は、東海テレビ制作・フジテレビ系列で、1974年2月4日～4月26日に放送された昼ドラマである。

## キャスト
- 南田洋子[1][2]
- 土屋嘉男[1][2]
- 高津住男[1]
- 菊容子[1][2]
- 戸川京子[2]

## スタッフ
- プロデューサー：佐々木太郎[1]
- 監督：奥中惇夫[注釈 1]、松生秀二[2]
- 脚本：佐々木守[1]
- 音楽：秋吉薫[1]
- 撮影：椎塚彰[4]
- 制作：東海テレビ放送、人間プロダクション[1]